# Chourgnac
Chourgnac è un comune francese di 74 abitanti situato nel dipartimento della Dordogna nella regione della Nuova Aquitania.
Ha dato i natali all'avventuriero Orélie Antoine de Tounens.

## Società

### Evoluzione demografica
Abitanti censiti